# 893.
◄ | 8. stoljeće | 9. stoljeće | 10. stoljeće | ►
◄ | 860-ih | 870-ih | 880-ih | 890-ih | 900-ih | 910-ih | 920-ih | ►
◄◄ | ◄ | 890. | 891. | 892. | 893. | 894. | 895. | 896. | ► | ►►
Astronomija • Književnost • Kršćanstvo • Pravo • Promet

## Događaji
- Asser, biskup od Salisburyja, napisao je životopis kralja Alfreda.

## Vanjske poveznice
|  | Zajednički poslužitelj ima još gradiva o temi 893. |